# Chromis onumai
Chromis onumai är en fiskart som beskrevs av Hiroshi Senou och Yoshun Kudo 2007. Chromis onumai ingår i släktet Chromis och familjen Pomacentridae. Inga underarter finns listade i Catalogue of Life.